# Marion (Mississippi)
Marion è una città (town) degli Stati Uniti d'America, situata nella contea di Lauderdale, nello Stato del Mississippi.